# Bob Teunissen
Bob Teunissen (* 7. Oktober 1981 in Wijchen) ist ein ehemaliger niederländischer Eishockeyspieler, der zuletzt bis 2015 bei den Tilburg Trappers in der Eredivisie unter Vertrag stand. 

## Karriere
Teunissen spielte 1996 zunächst für die zweite Mannschaft der Nijmegen Devils. Von 1998 bis 2003 stand er im Kader des Eredivisie-Teams und gewann mit seiner Mannschaft in der Saison 1998/99 das Double aus niederländischer Meisterschaft und niederländischem Pokalwettbewerb. In der folgenden Spielzeit gewann er mit Nijmegen erneut den Meistertitel. In der Saison 2003/04 spielte der Niederländer für die Eaters Geleen, ehe er nach Nijmegen zurückkehrte. Dort blieb er drei Jahre und wurde 2006 mit seiner Mannschaft erneut Niederländischer Meister. Zu diesem Erfolg trug er als bester niederländischer Spieler der Eredivisie bei. Zur Saison 2007/08 wechselte Teunissen zu den Tilburg Trappers, mit denen er auf Anhieb das Double aus Meisterschaft und Pokal gewann. Nach der Saison 2008/09 verließ der Center die Trappers und unterschrieb bei den Eindhoven Kemphanen, für die er bis 2013 spielte und bei denen er seither Mannschaftskapitän war.
Im Juni 2013 kehrte er zu den Trappers zurück, mit denen er 2014 und 2015 erneut Niederländischer Meister und Pokalsieger wurde. Anschließend beendete er seine Karriere.

### International
Für die niederländische Nationalmannschaft nahm Teunissen im Juniorenbereich an den U20-Junioren-D-Weltmeisterschaften 1999, 2000 und 2001 teil.
Im Seniorenbereich stand er im Aufgebot seines Landes bei den B-Weltmeisterschaften 2002, 2003, 2005, 2006, 2007, 2008, 2009, 2010 und 2011. Zudem absolvierte er drei Spiele in der Qualifikation zu den Olympischen Winterspielen 2010 in Vancouver. Von 2009 bis 2011 war er Mannschaftskapitän der Niederlande.

## Erfolge und Auszeichnungen
| - 1999 Niederländischer Meister und Pokalsieger mit den Nijmegen Devils - 2000 Niederländischer Meister mit den Nijmegen Devils - 2006 Niederländischer Meister mit den Nijmegen Devils - 2006 Bester niederländischer Spieler der Eredivisie | - 2008 Niederländischer Meister und Pokalsieger mit den Tilburg Trappers - 2014 Niederländischer Meister und Pokalsieger mit den Tilburg Trappers - 2015 Niederländischer Meister und Pokalsieger mit den Tilburg Trappers |

### International
- 2001 Aufstieg in die Division II bei der U20-Junioren-Weltmeisterschaft der Division III